# Aerotitan
Aerotitan là một chi thuộc họ dực long thời phấn trắng muộn của Patagonia, Argentina.. 
Aerotitan sudamericanus được định danh năm 2012 và mô tả bởi Fernando Novas, Martin Kundrat, Federico Agnolína, Martin Ezcurra, Per Erik Ahlberg, Marcelo Isasi, Alberto Arriagada và Pablo Chafrat. Tên chi Tên chung có nguồn gốc từ tiếng Hy Lạp ἀήρ, aer, "không khí" và Titan liên quan đến thực tế các loài đại diện cho một loài bò sát bay lớn. Tên cụ thể đề cập đến nguồn gốc từ Nam Mỹ.
Mẫu gốc, MPCN-PV 0054, đã được thu thập gần khu vực Bajo de Arriagada, ở Patagonia, từ một lớp của hệ tầng Allen phía trên. Nó bao gồm một phần mỏ với chiều dài được bảo tồn là 264 mm. Mõm này được kéo dài và bị nén ngang. Hàm răng không răng. Sải cánh được ước tính ít nhất là 5 mét.
Aerotitan đã được đưa vào họ Azhdarchidae. Nếu đúng, điều này sẽ làm cho nó trở thành azhdarchid rõ ràng đầu tiên từ Nam Mỹ. Tuy nhiên, một nghiên cứu gần đây đã thu hồi nó như là một thalassodromid.